# 今川友哲
今川 友哲（いまがわ とものり、1996年5月28日 - ）は、大阪府出身の元プロバスケットボール選手である。現役時代のポジションはパワーフォワード。身長195cm、体重100kg。

## 来歴
大阪桐蔭高校、明治大学を経て、2019年6月、秋田ノーザンハピネッツに入団。
秋田ではプレイタイムに恵まれず、2020年2月、出場機会を求めてライジングゼファーフクオカに期限付き移籍をする。
シーズン終了後、滋賀レイクスターズに完全移籍。
2022年オフ、鹿児島レブナイズに移籍。
2023年6月5日に横浜エクセレンスと契約を結んだ。2024年10月3日に現役引退を表明した。